# 590666 Jianguo
590666 Jianguo è un asteroide della fascia principale. Scoperto nel 2007, presenta un'orbita caratterizzata da un semiasse maggiore pari a 2,6499551 au e da un'eccentricità di 0,1326071, inclinata di 12,44651° rispetto all'eclittica.